# Port lotniczy São Paulo-Congonhas
Port São Paulo-Congonhas (ang. Congonhas/São Paulo International Airport, port. Aeroporto Internacional de São Paulo/Congonhas, kod IATA: CGH, kod ICAO: SBSP) – międzynarodowy port lotniczy w São Paulo, obecnie obsługujący ruch krajowy, jeden z trzech obsługujących to miasto, położony 8 km od centrum miasta przy arterii Avenida Washington Luís s/nº – Campo Belo. Port jest zarządzany przez brazylijską agencję Infraero. W 2005 stanowił port lotniczy z największymi przewozami w Brazylii – 17,5 mln odprawionych pasażerów.
Port Congonhas jest głównym węzłem 3 największych brazylijskich linii lotniczych: TAM Linhas Aéreas, Gol Transportes Aéreos i Varig.
Terminale portu są zaliczane do najlepszych przykładów nowoczesnej architektury São Paulo.

## Inne porty lotnicze São Paulo
Oprócz portu Congonhas blisko centrum miasta, São Paulo jest obsługiwane przez otwarty w 1985 port lotniczy São Paulo-Guarulhos, położony 35 km od centrum miasta, który obsługuje loty transatlantyckie, jak i port lotniczy Campinas-Viracopos, który obsługuje loty towarowe i pasażerskie.

## Drogi startowe i deszcze
Port Congonhas posiada dwie stosunkowo krótkie utwardzone drogi startowe: na kierunku 17R/35L o długości 1940 m i 17L/35R o długości 1435 m, których nie można łatwo przedłużyć z uwagi na gęstą miejską zabudowę, w tym wieżowce. Jest miejscem częstych ulewnych opadów. Ze względu na te właśnie czynniki jest uznawane za jedno z najbardziej niebezpiecznych lotnisk świata.

## Linie lotnicze i kierunki lotów
- BRA Transportes Aéreos (Belo Horizonte-Confins, Brasília, Goiânia, Kurytyba, Rio de Janeiro-Galeão)
- Gol Transportes Aéreos (Belo Horizonte-Confins, Brasília, Campo Grande, Caixas do Sul, Cuiabá, Florianópolis, Foz do Iguaçu, Goiânia, João Pessoa, Joinville, Londrina, Maringá, Navegantes, Porto Alegre, Recife, Ribeirão Preto, Rio de Janeiro-Santos Dumont, São José do Rio Preto, Uberlândia, Vitória)
- OceanAir (Cascavel, Chapecó, Fortaleza, Ipatinga, Passo Fundo, Porto Seguro, Salvador, Sorocaba, Videira)
- Pantanal Linhas Aéreas (Araçatuba, Bauru, Marília, Juiz de Fora, Mucuri, Presidente Prudente, Uberaba)
- TAM Linhas Aéreas (Aracaju, Belém, Belo Horizonte-Confins, Belo Horizonte-Pampulha, Brasília, Campinas, Campo Grande, Cuiába, Goiania, Florianopolis, Fortaleza, Foz do Iguaçu, Ilheus, João Pessoa, Joinville, Kurytyba, Londrina, Maceió, Manaus, Marabá, Maringá, Natal, Navegantes, Porto Alegre, Porto Seguro, Porto Velho, Recife, Ribeirão Preto, São José do Rio Preto, Rio de Janeiro-Galeão, Rio de Janeiro-Santos Dumont, Salvador, São Luis, Uberlândia, Vitória)
- TRIP Linhas Aéreas (Campinas, Londrina, Maringá, Sinop)
- Varig (Brasília, Kurytyba, Porto Alegre, Rio de Janeiro-Santos Dumont)

## Wypadki lotnicze
- 31 października 1996 samolot Fokker 100 linii lotniczej TAM Linhas Aéreas, lot 402, rozbił się krótko po wystartowaniu z Congonhas, uderzając w blok i kilka domów. Wszyscy na pokładzie zginęli (90 pasażerów wraz z 6-osobową załogą). 3 osoby zginęły na ziemi.
- 8 sierpnia 2006 przednie składane schody samolotu Fokker 100 linii lotniczej TAM Linhas Aéreas odpadły od samolotu po starcie z portu Congonhas, spadając na dach pobliskiego supermarketu. Nikt nie odniósł obrażeń w wypadku, a sam samolot wkrótce wylądował bez problemu[3].

- 17 lipca 2007 lot TAM Linhas Aéreas 3054, przybywając po rejsie z Porto Alegre ze 181 pasażerami i 6-osobową załogą, samolot Airbus 320-233, lądując w deszczu na kierunku 35L z nieczynnym, od kilku dni zepsutym, prawym odwracaczem ciągu, nie wykonał skutecznego dobiegu, przekraczając limit drogi startowej zbaczając w lewo nad niżej położonymi ogrodzeniem lotniska i jedną z głównych arterii miasta w godzinie szczytu, uderzając w biurowiec/magazyn TAM Express opodal stacji benzynowej. Samolot eksplodował, wszczynając pożar. Wszystkie osoby na pokładzie zginęły, podobnie jak 12 osób na ziemi[4].